# کارانبی‌لی (کوزان)
کارانبی‌لی (به ترکی استانبولی: Karanebili) یک منطقهٔ مسکونی در ترکیه است که در قوزان (ترکیه) واقع شده‌است.